# Le Voyage en ballon
Pour les articles homonymes, voir Le Voyage en ballon (homonymie).
Pour plus de détails, voir Fiche technique et Distribution.
Le Voyage en ballon est un film français réalisé par Albert Lamorisse et sorti en 1960.

## Synopsis
Vues de la France survolée par une montgolfière du nord (envol depuis Béthune) jusqu’au sud (la Camargue). Le grand-père aéronaute-inventeur (André Gille) et son petit-fils (Pascal Lamorisse) — qui se hisse clandestinement à bord — voyagent dans la nacelle tandis que leur mécanicien (Maurice Baquet) suit leur trajectoire par la route avec mission de préparer chacun de leurs atterrissages.

## Fiche technique
- Titre : Le Voyage en ballon

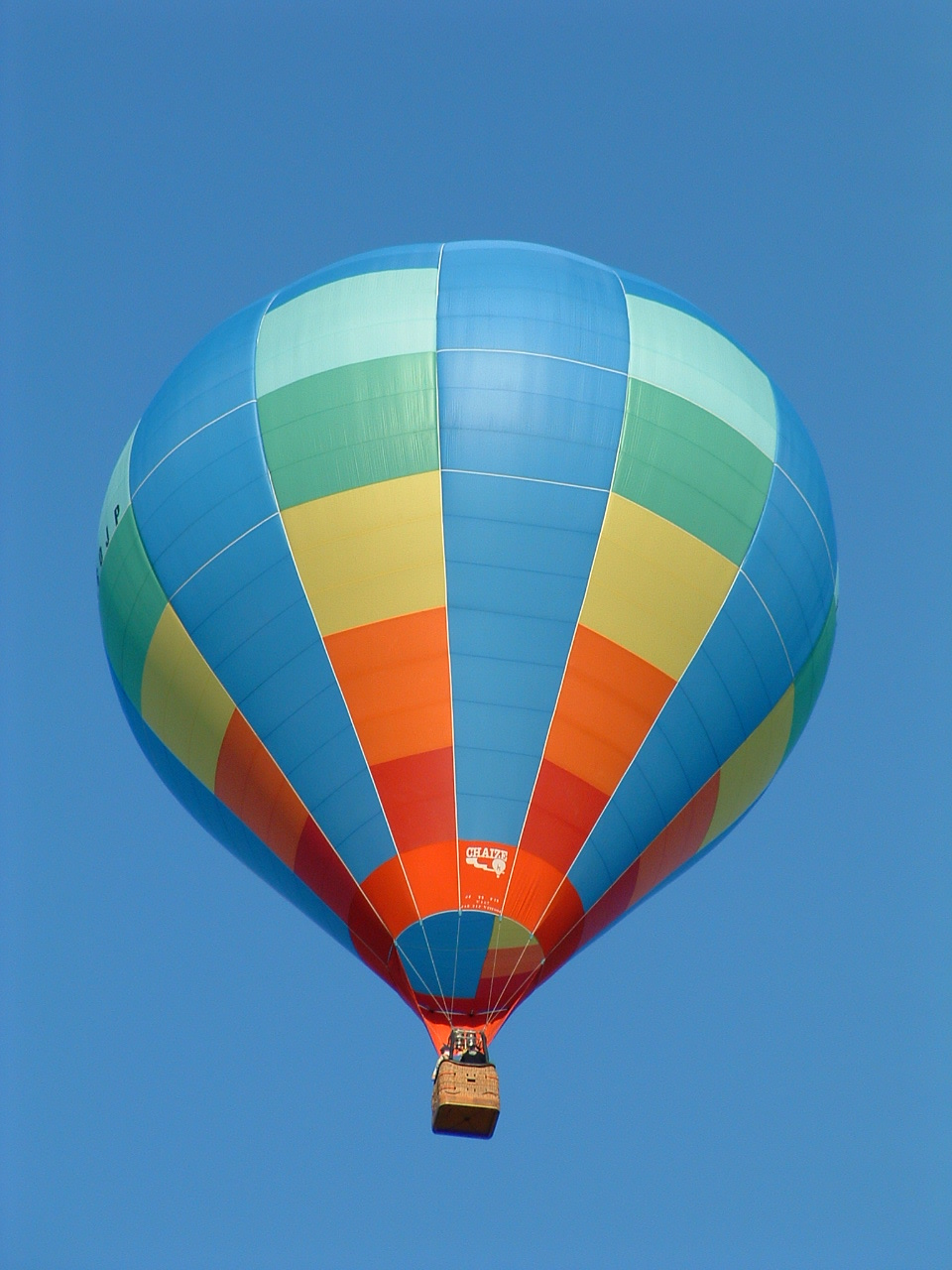
Montgolfière.

- Titre d'origine : Le Voyage en ballon
- Réalisation : Albert Lamorisse
- Scénario : Albert Lamorisse
- Dialogues : Albert Lamorisse
- Assistants réalisateur : Jacques Demy, Michel Wyn, Jean Fléchet
- Musique : Jean Prodromidès ; orchestre dirigé par André Girard
- Décors : Pierre-Louis Thévenet
- Direction de la photographie : Maurice Fellous, Guy Tabary
- Montage : Pierre Gillette
- Pays d'origine :  France
- Langue de tournage : français
- Producteur : Albert Lamorisse
- Sociétés de production : Films Montsouris (France), Filmsonor (France)
- Société de distribution : Cinédis
- Format : couleur par Eastmancolor — 2.35:1 Dyaliscope — son monophonique — 35 mm
- Genre : film documentaire romancé
- Durée : 85 minutes
- Date de sortie : France : 14 septembre 1960

## Distribution
- Maurice Baquet : le mécanicien
- Pascal Lamorisse : Pascal
- André Gille : le grand-père
- Jack Lemmon : voix off version américaine
- Charles Bayard
- Louis Saintève
- Paul Villé

## Distinction
- Sélection officielle en compétition à la Mostra de Venise 1960 : prix de l'Office Catholique International du Cinéma à Albert Lamorisse.

## Autour du film
- On retrouve Pascal Lamorisse, déjà héros du précédent et célèbre film de son père, Le Ballon rouge (1956).
- État de la France vue du ciel : production cinématographique ambitieuse à vocation pédagogique lancée en 1956[1], son tournage (en hélicoptère) nécessita plusieurs mois.
- Jean Prodromidès a affirmé avoir composé « un véritable poème symphonique pour les différentes régions de France. »[2]

## Discographie
- La bande originale du film Le Voyage en ballon composée par Jean Prodromidès est originellement parue chez Philips en album 33 tours, dans une version de 30 minutes en Europe et dans une version atteignant 39 minutes aux États-Unis et au Canada[3]. La version courte a été rééditée en 1997 sur CD par Philips au Japon, mais c'est seulement en 2009 que la version longue est parue chez Disques Cinémusique. Une partition pour court métrage du même compositeur, Un Jardin public, complète le programme de ce CD. Présentation en ligne. La bande originale du Voyage en ballon est aussi offerte en téléchargement.